# Frank Kugler
Frank Xaver Kugler (29 marzo 1879 – Saint Louis, 7 luglio 1952) è stato un lottatore, sollevatore e tiratore di fune tedesco naturalizzato statunitense, vincitore di quattro medaglie in tre diverse discipline a Saint Louis 1904.

## Biografia
Ha partecipato ai Giochi olimpici di St. Louis del 1904, vincendo una medaglia d'argento nella gara di lotta libera nei pesi massimi, e tre medaglie di bronzo nel tiro alla fune con la squadra mista del St. Louis Southwest Turnverein No. 2, nel sollevamento pesi a due mani e nel All-Around Dumbbell.
È l'unico atleta nella storia delle olimpiadi ad aver conquistato medaglie in tre differenti discipline nella stessa edizione dei Giochi.
Nel 1913 ottenne la cittadinanza statunitense.

## Palmarès
- Saint Louis 1904:  Argento (pesi massimi nella lotta)
- Saint Louis 1904:  Bronzo (sollevamento a due mani nel sollevamento pesi)
- Saint Louis 1904:  Bronzo (classifica generale nel sollevamento pesi)
- Saint Louis 1904:  Bronzo (nel tiro alla fune)